# 夏同龢

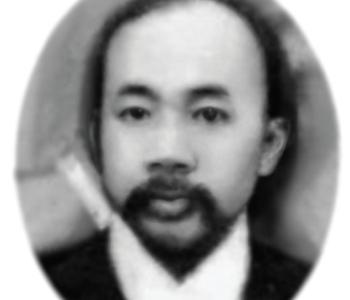
夏同龢

夏同龢（1868年—1925年），字季平，号用清，又号狮山山人，贵州麻哈州（今麻江县）人，晚清状元，书法家。

## 生平
清光绪十九年（1893年）参加癸巳科乡试，中举人。光绪二十四年（1898年）戊戌科殿试中状元，授翰林院修撰。光绪三十二年（1906年），公派留学日本法政大学，攻读工业和经济，三年畢業歸国，自己先割辮斷髮，改穿西裝。
辛亥革命后，闲居于贵阳团井巷私邸，民国二年（1913年）被选为国会议员，民国九年至十二年（1920至1923年），出任江西省实业厅厅长，後返京。民国十四年（1925年）于北京劈柴胡同（今西城区辟才胡同）住所病逝，享年57岁，安葬于阜成门外西八里庄青龙塔附近，其墓今已无存。
其书法著名，遗墨有为潮州丘逢甲故居题写的门联“马来西极，龙卧南洋”。遗迹有贵阳夏状元街，故里的“状元第”等。